# Alice Powell
Alice Powell (ur. 26 stycznia 1993 w Oksfordzie) – brytyjska zawodniczka, startująca w wyścigach samochodowych.

## Kariera
Alice karierę rozpoczęła w roku 2001, od startów w kartingu. W 2007 roku postanowiła rozpocząć karierę w wyścigach samochodów jednomiejscowych, debiutując w mistrzostwach Ginetta Junior. W pierwszym podejściu zmagania zakończyła na 17. pozycji. W drugim zajęła 9. miejsce.
W sezonie 2009 awansowała do Brytyjskiej Formuły Renault. Uzyskane punkty sklasyfikowały ją na 18. lokacie. Poza tym wzięła również udział w jednej rundzie Formuły Palmer Audi, w której zajęła ostatecznie 25. miejsce. Rok później przeszła do cyklu BRDC. Nieoczekiwanie już w pierwszym roku startów sięgnęła w niej po tytuł mistrzowski. W ciągu sezonu siedmiokrotnie stawała na podium, z czego dwa razy na najwyższym stopniu. Oprócz tego wystąpiła również w Pucharze Ginetta 350. Zdobyte punkty zapewniły jej w klasyfikacji końcowej 16. pozycję.
W 2012 roku zdobyła posadę etatowego kierowcy wyścigowego zespołu Status GP w serii GP3. Z dorobkiem jednego punktu została sklasyfikowana na dziewiętnastym miejscu w klasyfikacji końcowej. Rok później wystąpiła jedynie podczas ostatniej rundy sezonu z brytyjską ekipą Bamboo Engineering. W sobotnim wyścigu uplasowała się na 19. miejscu, a w niedzielę była dwudziesta. Była ostatnia, 31 w klasyfikacji końcowej.

## Statystyki
| Sezon | Seria                          | Zespół                          | Wyścigi | Zwycięstwa | PP | NO | Podium | Punkty | Poz. koń. |
| ----- | ------------------------------ | ------------------------------- | ------- | ---------- | -- | -- | ------ | ------ | --------- |
| 2008  | Ginetta Junior Championship    | Tockwith Motorsport/Muzz Racing | 24      | 0          | 0  | 0  | 4      | 326    | 9         |
| 2009  | Brytyjska Formuła Renault      | Manor Competition               | 20      | 0          | 0  | 0  | 0      | 88     | 18        |
| 2009  | Formula Palmer Audi            | Motorsport Vision               | 3       | 0          | 0  | 0  | 0      | 33     | 25        |
| 2010  | Brytyjska Formuła Renault BARC | Manor Competition /Hillspeed    | 12      | 2          | 2  | 0  | 7      | 288    | 1         |
| 2010  | Ginetta G50 Cup                | Tockwith/CDR                    | 17      | 0          | 0  | 0  | 0      | 163    | 16        |
| 2011  | Brytyjska Formuła Renault      | Manor Competition               | 20      | 0          | 0  | 0  | 0      | 258    | 9         |
| 2012  | Seria GP3                      | Status Grand Prix               | 16      | 0          | 0  | 0  | 0      | 1      | 19        |
| 2013  | Seria GP3                      | Bamboo Engineering              | 2       | 0          | 0  | 0  | 0      | 0      | 31        |

## Wyniki w GP3
| Legenda oznaczeń w tabelach wyników Wyświetl szablon na nowej stronie | Legenda oznaczeń w tabelach wyników Wyświetl szablon na nowej stronie                                                                     |
| Oznaczenie                                                            | Wyjaśnienie |
| --------------------------------------------------------------------- | --- |
| Złoty                                                                 | Zwycięzca lub mistrzostwo |
| Srebrny                                                               | 2. miejsce lub wicemistrzostwo |
| Brązowy                                                               | 3. miejsce lub II wicemistrzostwo |
| Zielony                                                               | Ukończył, punktował (w klasyfikacji generalnej, gdy zdobył co najmniej jeden punkt na przestrzeni sezonu, poza trzema powyższymi opcjami) |
| Niebieski                                                             | Ukończył, nie punktował (w klasyfikacji generalnej, gdy nie zdobył co najmniej jednego punktu na przestrzeni sezonu)                      |
| Czerwony                                                              | Nie zakwalifikował się (NZ) |
| Czerwony                                                              | Nie prekwalifikował się (NPK) |
| Różowy                                                                | Nie ukończył (NU) |
| Różowy                                                                | Niesklasyfikowany (NS) (w klasyfikacji generalnej, gdy nie został sklasyfikowany w żadnym wyścigu sezonu)                                 |
| Czarny                                                                | Zdyskwalifikowany (DK) |
| Czarny                                                                | Wykluczony (WYK/EX) |
| Biały                                                                 | Nie wystartował (NW) |
| Biały                                                                 | Kontuzjowany (K/INJ) |
| Biały                                                                 | Wyścig odwołany (OD/C) |
| Bez koloru                                                            | Został wycofany (WYC/WD) |
| Bez koloru                                                            | Nie przybył (NP/DNA) |
| Bez koloru                                                            | Nie brał udziału w treningach (NT/DNP) |
| Bez koloru                                                            | Nie został zgłoszony (–) |
| Pogrubienie                                                           | Start z pole position |
| Kursywa                                                               | Najszybsze okrążenie wyścigu |
| †                                                                     | Nie ukończył, ale jego rezultat został zaliczony ze względu na przejechanie więcej niż 90% dystansu wyścigu.                              |
| *                                                                     | Sezon w trakcie |
| 1/2/3                                                                 | Punktowana pozycja w sprincie kwalifikacyjnym                                                                                             |
| Lista systemów punktacji Formuły 1                                    | |

| Rok  | Zespół            | Wyniki w poszczególnych eliminacjach | Wyniki w poszczególnych eliminacjach | Wyniki w poszczególnych eliminacjach | Wyniki w poszczególnych eliminacjach | Wyniki w poszczególnych eliminacjach | Wyniki w poszczególnych eliminacjach | Wyniki w poszczególnych eliminacjach | Wyniki w poszczególnych eliminacjach | Wyniki w poszczególnych eliminacjach | Wyniki w poszczególnych eliminacjach | Wyniki w poszczególnych eliminacjach | Wyniki w poszczególnych eliminacjach | Wyniki w poszczególnych eliminacjach | Wyniki w poszczególnych eliminacjach | Wyniki w poszczególnych eliminacjach | Wyniki w poszczególnych eliminacjach | Punkty | Pozycja |
| ---- | ----------------- | ------------------------------------ | ------------------------------------ | ------------------------------------ | ------------------------------------ | ------------------------------------ | ------------------------------------ | ------------------------------------ | ------------------------------------ | ------------------------------------ | ------------------------------------ | ------------------------------------ | ------------------------------------ | ------------------------------------ | ------------------------------------ | ------------------------------------ | ------------------------------------ | ------ | ------- |
| 2012 | Status Grand Prix | ESP                                  | ESP                                  | MON                                  | MON                                  | VAL                                  | VAL                                  | GBR                                  | GBR                                  | DEU                                  | DEU                                  | HUN                                  | HUN                                  | BEL                                  | BEL                                  | ITA                                  | ITA                                  | 1      | 19      |
| 2012 | Status Grand Prix | NU                                   | 11                                   | 11                                   | 22                                   | 18                                   | NU                                   | 17                                   | NU                                   | 19                                   | NU                                   | 19                                   | 20                                   | 18                                   | NW                                   | 12                                   | 8                                    | 1      | 19      |
| 2013 | Trident Racing    | ESP                                  | ESP                                  | VAL                                  | VAL                                  | GBR                                  | GBR                                  | DEU                                  | DEU                                  | HUN                                  | HUN                                  | BEL                                  | BEL                                  | ITA                                  | ITA                                  | ARE                                  | ARE                                  | 0      | 31      |
| 2013 | Trident Racing    | –                                    | –                                    | –                                    | –                                    | –                                    | –                                    | –                                    | –                                    | –                                    | –                                    | –                                    | –                                    | –                                    | –                                    | 19                                   | 20                                   | 0      | 31      |